# Germania Inferior
Germania Inferior var en provins i Romerriget på vestbredden af Rhinen (nu det sydlige og vestlige Nederlandene, nordlige dele af Flandern og den del af Nordrhein-Westfalen i Tyskland, som ligger vest for Rhinen). Hovedstaden var Colonia Claudia Ara Agrippinensium (CCAA), nu Köln. Den lå nord for Germania Superior, og øst for Gallia Belgica. Tilnavnet "Inferior" henviser til at den lå i nedstrøms i Rhinen.
De vigtigste bosætninger i provinsen ved siden af CCAA var Castra Vetera og Colonia Ulpia Traiana (begge indenfor bygrænserne for nutidens Xanten), Coriovallum (Heerlen), Albaniana (Alphen aan den Rijn), Lugdunum Batavorum (Katwijk), Forum Hadriani (Voorburg), Ulpia Noviomagus Batavorum (Nijmegen), Trajectum ad Rhenum (Utrecht), Atuatuca Tungrorum (Tongeren) og Bona (Bonn).
Hæren i Germania Inferior, kendt fra inskriptioner som kun EX.GER.INF. (Exercitus Germania Inferior), havde flere legioner i tjeneste: af disse legioner var I Minervia og XXX Ulpia Victrix de vigtigste. Den romerske marines Classis Germanica som patruljerede Rhinen og Nordsøkysten havde sin base i Castra Vetera, senere i Colonia Agrippinensium.
De første konfrontationer mellem en romersk hær og folkene i Germania Inferior skete under Julius Cæsars gallerkrig. Cæsar invaderede regionen i år 57 f.Kr. og i de næste tre år tilintetgjorde han flere germanske stammer, blandt andet eburonene og meapierne.
Germania Inferior havde romersk bosætning siden omkring år 50 f.Kr. og var i begyndelsen en del af Gallia Belgica; den blev etableret som en romersk provins i år 90 e.Kr. og blev senere kejserlig provins.
Indlemmelsen af den store tilbageværende del af Germania øst for Rhinen var planlagt og påbegyndt indtil slaget ved Teutoburgerskoven i år 9 e.Kr., som kostede Romerriget tre hele legioner, stoppet det for altid. Rhinen forblev rigets østgrænse nord for Moseldalen. Germania Inferior var under stadig trussel fra de germanske stammer øst for, men også indre oprør som Bataviernes oprør i 69 e.Kr. forekom. Området var et af de første, som blev offer for rigets nedgang og blev overfaldet af Frankere i 275 og måtte opgives i løbet af 300-tallet.